# Teresa Palmer Tous
María Teresa Palmer Tous (Palma de Mallorca, 5 de septiembre de 1969) es una política, economista y profesora española. Licenciada en Ciencias económicas y Empresariales por la Universidad de Barcelona (UB). También tiene un Doctorado en Económicas y Empresariales por la Universidad de las Islas Baleares (UIB), de la cual además es profesora titular de la Facultad de Economía y Empresa y ha ocupado diversos cargos como el de vicedecana de la Facultad de Turismo y subdirectora de la Escuela Universitaria de Turismo en la UIB del Consejo Insular de Ibiza y Formentera.
A la misma vez que trabaja en enseñanza, ha sido la directora del programa oficial de postgrado en Economía del Turismo y Medio Ambiente y secretaria general de las dos ediciones del Congreso Internacional sobre Turismo entre China y España, ambas ediciones celebradas en las ciudad de Palma de Mallorca en los años 2010 y 2011.
Entre el 23 de junio de 2011 y el 20 de julio de 2012, fue la directora general de Economía y Estadísticas, perteneciente a la consejería autonómica del Gobierno de las Islas Baleares presidido entonces por José Ramón Bauzá. Teresa Palmer, políticamente está vinculada al Partido Popular (PP) del cual es miembro.
El 25 de julio de 2012 fue nombrada Delegada del Gobierno de España en las Islas Baleares, sucediendo al anterior, José María Rodríguez, que renunció a su cargo. Actualmente ejerce el cargo de diputada en Cortes Generales por las Islas Baleares en la XII Legislatura, por lo que tuvo que abandonar su cargo como Delegada del Gobierno.